# Here (album)
Pour les articles homonymes, voir Here.
Albums de Alicia Keys
Girl on Fire
(2012) Alicia
(2020)
Singles
1. In Common
Sortie : 4 mai 2016
2. Blended Family (What You Do for Love)
Sortie : 7 octobre 2016

Here est le sixième album studio d'Alicia Keys, sorti en 2016.

## Liste des titres
| Édition standard | Édition standard                                             | Édition standard | Édition standard               | Édition standard | Édition standard | Édition standard | Édition standard | Édition standard | Édition standard |
| No               | Titre                                                        | Auteur | Producteur(s)                  | Durée            |                  |                  |                  |                  |                  |
| ---------------- | ------------------------------------------------------------ | --- | ------------------------------ | ---------------- | ---------------- | ---------------- | ---------------- | ---------------- | ---------------- |
| 1.               | The Beginning (interlude)                                    | Alicia Augello Cook | Alicia Keys                    | 1:04             |                  |                  |                  |                  |                  |
| 2.               | The Gospel                                                   | Cook, Kasseem Dean, Robert Diggs, Jason Hunter, Corey Woods, Sean Martin                                                                  | Keys, Swizz Beatz, Mark Batson | 3:01             |                  |                  |                  |                  |                  |
| 3.               | Pawn It All                                                  | Cook, Dean, Batson, Harold Lilly | Keys, Swizz Beatz, Batson      | 3:10             |                  |                  |                  |                  |                  |
| 4.               | Elaine Brown (interlude)                                     | Coo | Keys                           | 0:50             |                  |                  |                  |                  |                  |
| 5.               | Kill Your Mama                                               | Cook, Adele Emily Sandé | Keys                           | 2:40             |                  |                  |                  |                  |                  |
| 6.               | She Don't Really Care/1 Luv                                  | Cook, Dean, Roy Ayers, Edwin Birdsong, Walter Booker, Kamaal Fareed, Ali Shaheed Muhammad, Charles Stepney, William Allen, Tyrone Johnson | Keys, Swizz Beatz              | 6:07             |                  |                  |                  |                  |                  |
| 7.               | Elevate (interlude)                                          | | - Keys                         | 0:48             |                  |                  |                  |                  |                  |
| 8.               | Illusion of Bliss                                            | Cook, Dean, Batson, Lilly | Keys, Swizz Beatz, Batson      | 5:23             |                  |                  |                  |                  |                  |
| 9.               | Blended Family (What You Do for Love) (featuring ASAP Rocky) | Cook, Latisha Hyman, Rakim Mayers, Brandon Aly, Edie Brickell, John Bush, John Houser, Kenneth Withrow, Dave Cuncio                       | Keys, Batson                   | 3:31             |                  |                  |                  |                  |                  |
| 10.              | Work on It                                                   | - Cook - Pharrell Williams | - Keys - Williams              | 3:34             |                  |                  |                  |                  |                  |
| 11.              | Cocoa Butter (Cross & Pic Interlude)                         | - Cook | - Keys                         | 0:59             |                  |                  |                  |                  |                  |
| 12.              | Girl Can't Be Herself                                        | - Cook - Batson - Lilly - Martin | - Keys - Batson - Lilly        | 2:39             |                  |                  |                  |                  |                  |
| 13.              | You Glow (interlude)                                         | Cook | Keys                           | 0:25             |                  |                  |                  |                  |                  |
| 14.              | More Than We Know                                            | Cook, Batson, Lilly | Keys, Batson, Lilly            | 4:35             |                  |                  |                  |                  |                  |
| 15.              | Where Do We Begin Now                                        | Cook, Batson, Lilly, Martin, Hyman | Keys, Batson, Lilly            | 2:47             |                  |                  |                  |                  |                  |
| 16.              | Holy War                                                     | Cook, Carlo Montagnese, Billy Walsh | Keys, Illangelo                | 4:22             |                  |                  |                  |                  |                  |
| 45:55            |                                                              | |                                |                  |                  |                  |                  |                  |                  |

| Titres bonus - édition deluxe, | Titres bonus - édition deluxe, | Titres bonus - édition deluxe, | Titres bonus - édition deluxe, | Titres bonus - édition deluxe, | Titres bonus - édition deluxe, | Titres bonus - édition deluxe, | Titres bonus - édition deluxe, | Titres bonus - édition deluxe, | Titres bonus - édition deluxe, |
| No                             | Titre                          | Producer(s)                    | Durée                          |                                |                                |                                |                                |                                |                                |
| ------------------------------ | ------------------------------ | ------------------------------ | ------------------------------ | ------------------------------ | ------------------------------ | ------------------------------ | ------------------------------ | ------------------------------ | ------------------------------ |
| 17.                            | Hallelujah                     | Keys, Napes                    | 3:09                           |                                |                                |                                |                                |                                |                                |
| 18.                            | In Common                      | Illangelo                      | 3:29                           |                                |                                |                                |                                |                                |                                |
| 52:33                          |                                |                                |                                |                                |                                |                                |                                |                                |                                |

Notes
- The Gospel contient un sample Shaolin Brew du Wu-Tang Clan[1].
- Pawn It All contient des voix additionnelles de Swizz Beatz.
- She Don't Really Care_1 Luv contient des samples de One Love, écrit par Nas, Q-Tip et Jimmy Heath, interprété par Nas et Q-Tip et de Bonita Applebum, écrit par Edwin Birdsong, Q-Tip, Walter Booker, Ali Shaheed Muhammad, Charles Stepney, William Allen et Tyrone Johnson.
- Blended Family (What You Do for Love) contient des voix additionnelles de Tish Hyman et un sample de What I Am d'Edie Brickell & New Bohemians.
- Elevate (Interlude) contient une apparition non créditée de Nas.

## Crédits
Informations incluses dans le livret de Here
- Roy Ayers : vibraphone et chœurs (6)
- Mark Batson : compositeur (2, 3, 8, 9, 12, 14, 15), piano et clavier (2, 3, 8), programmation des percussions (2, 3, 12, 14, 15), ingénieur du son, voix additionnelles (3)
- Tish Hyman : chœurs
- Illangelo : composition (16, 18), chœurs
- Alicia Keys : chant principal, programmation des percussions, production exécutive, Rhodes, claviers, Moog Taurus, piano, arrangement des voix, chœurs
- Dave Kuncio : guitare (9)
- Harold Lilly : programmation des percussions
- MusicManTy : programmation des percussions, production, guitare
- Erica Rose Santoro : production exécutive
- ASAP Rocky : chant
- Pharrell Williams : programmation des percussions, Rhodes piano, production vocale et exécutive, Moog Taurus, chœurs (10)
- Swizz Beatz : compositeur (2, 3, 6, 8, 15), production exécutive
- The Il'luminaries (Alicia Keys, Mark Batson et Swizz Beatz) : production (2)

## Classements hebdomadaires
| Classement (2016)                   | Meilleure place |
| ----------------------------------- | --------------- |
| Allemagne (Media Control AG)        | 14              |
| Australie (ARIA)                    | 14              |
| Autriche (Ö3 Austria Top 40)        | 22              |
| Belgique (Flandre Ultratop)         | 12              |
| Belgique (Wallonie Ultratop)        | 22              |
| Canada (Canadian Albums)            | 10              |
| Écosse (OCC)                        | 39              |
| Espagne (Promusicae)                | 15              |
| États-Unis (Billboard 200)          | 2               |
| États-Unis (Top R&B/Hip-Hop Albums) | 1               |
| France (SNEP)                       | 24              |
| Irlande (IRMA)                      | 27              |
| Italie (FIMI)                       | 14              |
| Norvège (VG-lista)                  | 16              |
| Nouvelle-Zélande (RIANZ)            | 24              |
| Pays-Bas (Mega Album Top 100)       | 12              |
| Pologne (ZPAV)                      | 13              |
| Portugal (AFP)                      | 15              |
| Royaume-Uni (UK Albums Chart)       | 21              |
| Royaume-Uni (R&B Albums)            | 1               |
| Suède (Sverigetopplistan)           | 21              |
| Suisse (Schweizer Hitparade)        | 5               |
| Taïwan (Five Music)                 | 2               |